# لنگلی، اسکس
لنگلی (به انگلیسی: Langley) یک روستا و محله مدنی در بریتانیا است که در آتلزفورد واقع شده‌است. لنگلی ۳۵۵ نفر جمعیت دارد.